# Suncus zeylanicus
Suncus zeylanicus — вид ссавців родини Soricidae, ендемічний для Шрі-Ланки. Його природне місце існування — субтропічні або тропічні сухі ліси. Йому загрожує втрата середовища проживання.

## Опис
Його голова і тулуб довжиною 10–12 см, хвіст 8–9 см. Його шерсть зверху темно-сіра, знизу світліша. Волоски здаються темними біля основи і світлішими на кінчиках. Хвіст короткий і сірий, іноді з білим кінчиком.